# Badorfaardewerk

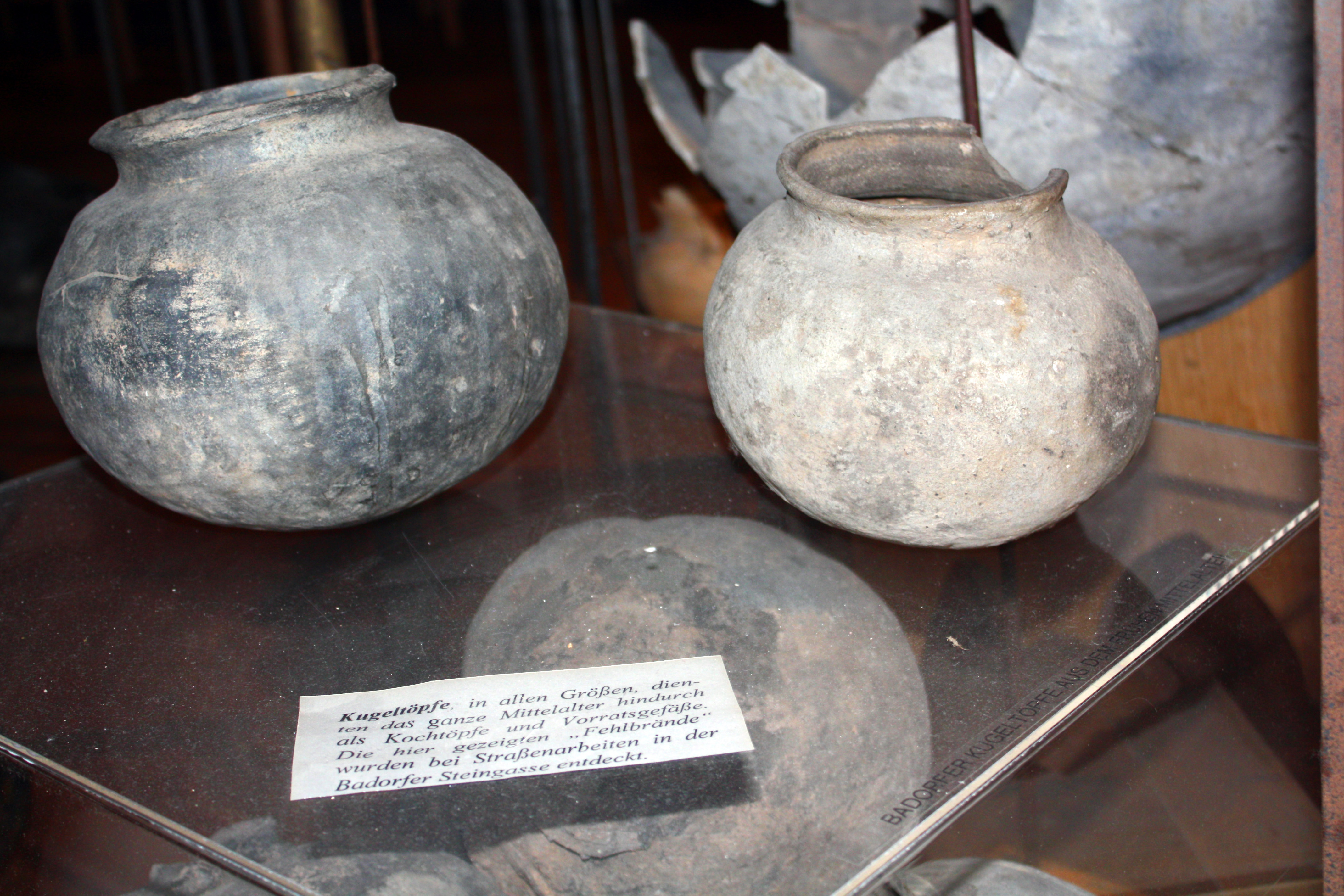
Badorfaardewerk

Badorf was een centrum van pottenbakkersnijverheid in de Karolingische tijd, dat is van 750-900. De plaats is tegenwoordig een wijk van Brühl, dat in het Rijnland bij Keulen ligt.
Dit aardewerk vond zijn weg in een groot gebied, tot in Scandinavië, Engeland en het Donaugebied toe. Het werd vervaardigd op een pottenbakkersschijf. In Nederland wordt Badorfaardewerk op vele plaatsen aangetroffen. In Dorestad kwam zelfs driekwart van het aardewerk uit Badorf.
Een kenmerk van Badorfaardewerk is de radstempelversiering. Het aardewerk is gemaakt van klei die wit, geel, of rose kan bakken.